# Dipartimenti del Paraguay

Dipartimenti del Paraguay

I dipartimenti del Paraguay (in spagnolo: departamentos) costituiscono la suddivisione territoriale di primo livello del Paese e sono pari a 17; ad essi è equiordinato il distretto di Asunción, in cui ha sede la capitale, Asunción.
Ciascun dipartimento si articola a sua volta in distretti.

## Lista
| Localizzazione | Bandiera | Dipartimento     | Capoluogo                | Popolazione (2002) | Superficie (km2) |
| -------------- | -------- | ---------------- | ------------------------ | ------------------ | ---------------- |
|                |          | Alto Paraguay    | Fuerte Olimpo            | 11 587             | 82 349           |
|                |          | Alto Paraná      | Ciudad del Este          | 558 672            | 14 895           |
|                |          | Amambay          | Pedro Juan Caballero     | 114 917            | 12 933           |
|                |          | Asunción         | Asunción                 | 512 112            | 117              |
|                |          | Boquerón         | Filadelfia               | 41 106             | 91 669           |
|                |          | Caaguazú         | Coronel Oviedo           | 435 357            | 11 474           |
|                |          | Caazapá          | Caazapá                  | 139 517            | 9 496            |
|                |          | Canindeyú        | Salto del Guairá         | 140 137            | 14 667           |
|                |          | Central          | Areguá                   | 1 362 893          | 2 465            |
|                |          | Concepción       | Concepción               | 179 450            | 18 051           |
|                |          | Cordillera       | Caacupé                  | 233 854            | 4 948            |
|                |          | Guairá           | Villarrica               | 178 650            | 3 846            |
|                |          | Itapúa           | Encarnación              | 453 692            | 16 525           |
|                |          | Misiones         | San Juan Bautista        | 101 783            | 9 556            |
|                |          | Ñeembucú         | Pilar                    | 76 348             | 12 147           |
|                |          | Paraguarí        | Paraguarí                | 221 932            | 8 705            |
|                |          | Presidente Hayes | Villa Hayes              | 82 493             | 72 907           |
|                |          | San Pedro        | San Pedro de Ycuamandiyú | 318 698            | 20 002           |

## Mappa
Da un punto di vista geografico tre dei dipartimenti si trovano nella Región Occidental o Chaco: Alto Paraguay, Boquerón e Presidente Hayes. I rimanenti formano la cosiddetta Región Oriental.
I dipartimenti sono ulteriormente divisi in distretti, che corrispondono ai comuni.

## Storia
La prima legge che suddivise amministrativamente il paese risale al 1906 e divise il paese in due secciones:
- quella Orientale che fu ulteriormente suddivisa in 12 dipartimenti e un distretto federale
- quella Occidental che fu divisa in comandi militari.

Nel 1935, alla fine della guerra del Chaco il paese risultava diviso in 14 dipartimenti.
| Dipartimenti (1935) | Dipartimenti corrispondenti                           |
| ------------------- | ----------------------------------------------------- |
| Caazapá             | Caazapá                                               |
| Caraguatay          | Cordillera                                            |
| Concepción          | Concepción e parte dell'Amambay                       |
| Encarnación         | Itapúa                                                |
| Federal District    | Asunción                                              |
| Paraguarí           | parte del Paraguarí                                   |
| Pilar               | parte del Ñeembucú                                    |
| Quyyndy             | parte del Paraguarí                                   |
| Región Occidental   | Boquerón, Olimpo e Presidente Hayes                   |
| San Ignacio         | Misiones                                              |
| San Pedro           | San Pedro, Amambay, Caaguazú e parte dell'Alto Paraná |
| Villarrica          | Guairá                                                |
| Villeta             | parte del Ñeembucú                                    |
| Yhú                 | Caaguazú e parte dell'Alto Paraná                     |

Nel 1945 vi fu una nuova riforma (10 luglio 1945)
- il dipartimento Región Occidental fu suddiviso in tre dipartimenti: Presidente Hayes, Boquerón, e Olimpo
- L'Amambay fu fondato per scissione dal San Pedro
- Il nome del dipartimento di Caraguatay divenne Cordillera
- il dipartimento di Caaguazú fu creato annettendo parte del San Pedro e il dipartimento di Yhú
- il dipartimento di San Ignacio fu rinominato Misiones, il capoluogo spostato da San Ignacio a San Juan Bautista
- il dipartimento di Quyyndy si fuse con il Paraguarí
- venne creato il dipartimento dell'Alto Paraná fondendo parti del dipartimento di San Pedro e Encarnación

La divisione risultante da questa riforma fu la seguente:
1. Alto Paraná (con capoluogo Hernandarias),
2. Amambay (con capoluogo Pedro Juan Caballero),
3. Boquerón (con capoluogo Mariscal Estigarribia),
4. Caaguazú (con capoluogo Coronel Oviedo),
5. Caazapá (con capoluogo Caazapá),
6. Central (con capoluogo Asunción),
7. Concepción (con capoluogo Concepción),
8. Cordillera (con capoluogo Caacupé),
9. Guairá (con capoluogo Villarrica),
10. Itapúa (con capoluogo Encarnación),
11. Misiones (con capoluogo San Juan Bautista),
12. Ñeembucú (con capoluogo Pilar),
13. Olimpo (con capoluogo Fuerte Olimpo),
14. Paraguarí (con capoluogo Paraguarí),
15. Presidente Hayes (con capoluogo Villa Hayes),
16. San Pedro (con capoluogo San Pedro),
17. Distrito Capital

Nel 1973, più precisamente il 7 dicembre, la legge n. 426 divise il paese in 19 dipartimenti, 14 dei quali erano parte della Región Oriental e 5 nella Región Occidental
I 5 dipartimenti della Región Occidental, che fu liberata dal controllo militare, erano:
- Alto Paraguay (con capoluogo Fuerte Olimpo),
- Boquerón (con capoluogo Doctor Pedro P. Peña),
- Chaco (con capoluogo Mayor Pablo Lagerenza),
- Nueva Asunción (con capoluogo General Eugenio A. Garay),
- Presidente Hayes (con capoluogo Villa Hayes)

Venne inoltre fondato il dipartimento di Canendiyú (successivamente rinominato in Canindeyú) fondendo parte dell'Alto Paraná e il Caaguazú. Vi furono inoltre alcune modifiche ai confini. Il capoluogo dell'Alto Paraná fu spostato da Hernandarias (nota anche con il nome di Tacurupucú) a Puerto Presidente Stroessner.
Nel 1988 il capoluogo del dipartimento di Presidente Hayes fu spostato da Villa Hayes a Pozo Colorado.
Nel 1989 la città capoluogo del dipartimento dell'Alto Paraná cambiò nome da Puerto Presidente Stroessner a Ciudad del Este.
Nel 1992 (più precisamente il 6 novembre) in seguito alla legge n. 71:
- il dipartimento di Nueva Asunción fu unito con il dipartimento di Boquerón,
- il dipartimento di Chaco fu unito con il dipartimento dell'Alto Paraguay,
- Il capoluogo del dipartimento di Boquerón fu spostato da Doctor Pedro P. Peña a Filadelfia.

Nel 1993 (più precisamente il 2 luglio) in seguito alla legge n. 201:
- il capoluogo del dipartimento Central divenne Areguá (prima di allora il dipartimento era amministrato dalla capitale Asunción)

Nel 2001 (più precisamente il 6 giugno) in seguito alla legge n. 1.716
- il capoluogo del dipartimento Presidente Hayes ritornò Villa Hayes (sostituendo Pozo Colorado)[1]